# Mount Zanuck
Mount Zanuck är ett berg i Antarktis. Det ligger i Västantarktis. Nya Zeeland gör anspråk på området. Toppen på Mount Zanuck är 2 700 meter över havet.
Terrängen runt Mount Zanuck är varierad. Mount Zanuck är den högsta punkten i trakten. Trakten är obefolkad. Det finns inga samhällen i närheten. 